# 카 그란다
이전에 밀라노 대형병원의 본거지였던 카 그란다(이탈리아어: Ca' Granda)는 via Francesco Sforza, via Laghetto 및 via Festa del Perdono 사이에 위치한 건물로 Brolo의 San Nazaro 대성당과 가깝다. 피렌체 건축가 필라레테의 작품인 이 건물은 밀라노 최초의 르네상스 건물 중 하나였으며 북부 이탈리아 전역에서 많은 사랑을 받았다.
현재는 밀라노 국립대학교가 있는 곳이다.
Ca' Granda는 Casa Grande의 별명으로, "큰 집" 또는 "큰 공장"이라는 뜻이다.

## 같이 보기
- 카 그란다 역
- 밀라노 종합병원
- 니구아르다 병원
- 밀라노 대학교
- 밀라노의 행정 구역
- 밀라노 9구
- 니구아르다